# Lespedeza thunbergii
Lespedeza thunbergii es una especie de planta de flor en la familia Fabaceae conocida con los nombres de lespedeza de Thunberg, y arbusto de lespedeza. 
Es nativa de China y Japón.
Esta especie produce tallos de hasta 2 metros de altura y 3 cm de diámetro. Mueren  completamente al final de la temporada. Produce abundantes flores de color rosa a color púrpura, floreciendo a finales de verano. El fruto es una vaina de legumbre que contiene semillas de color negro.
El nombre botánico thunbergii se refiere a Carl Peter Thunberg botánico sueco del siglo XVIII.

## Usos
En cultivo esta planta ha ganado el Award of Garden Merit otorgado por la Royal Horticultural Society.
Los cultivares de esta planta incluyen los 'VA-70', 'Amquail', 'White Fountain', y 'Gibraltar'.
Esta planta se utiliza para proveer de hábitat a animales de gran porte criados para monterías, sembrada junto a la hierba de las praderas switchgrass. 
Esta especie tiene la capacidad de ser una especie invasora.

## Tradiciones y cultura
La ミヤギノハギ Miyaginohagi (Lespedeza thunbergii), el "Hagi de Miyagino" de "Utamakura" la vieja ciudad de Sendai en Japón. El lema de Miyaginohagi "Hagi la flor de la ciudad" es la flor emblema de la Prefectura de Miyagi, también aparece en el nombre de Sendaihagi, así pues los vínculos con el Hagi son profundos en esta zona de Japón. 
Desde el día 12 de septiembre de 1958 que se celebró el 1º Festival del Hagi de 14 días de duración en el Jardín de Hierbas Silvestres de la Ciudad de Sendai, se viene celebrando todos los años en las mismas fechas. Se sirve a los visitantes té de Hagi que se ha obtenido mediante la repetida mejora de la planta por su cultivo desde los primeros tiempos. También en el parque hay un denominado túnel del Hagi, con una pérgola cubierta con Hagis.  